# Moomin (serie de televisión)
Moomin (楽しいムーミン一家 Tanoshii Mūmin Ikka?) es una serie de televisión animada de origen japonés, finlandés y holandés, producida por Telecable Benelux B.V. Se basa en las novelas y cómics de Moomin, de la escritora e ilustradora finlandesa Tove Jansson y de su hermano Lars Jansson. Fue la tercera adaptación animada de los libros y la primera en ser distribuida a nivel mundial. Moomin se emitió por primera vez desde el 12 de abril de 1990 hasta el 3 de octubre de 1991 en TV Tokyo.

## Producción

### Temas
La serie de TV tiene en esencia la misma filosofía de los libros de Tove Jansson:
Cuidado y convivencia con la naturaleza: Los Moomin viven en una casa en mitad de un valle florido y arbolado finlandés en un contacto y convivencia total con la naturaleza, llevada casi al extremo: En su casa no hay luz eléctrica (Por las noches se iluminan con lámparas, candiles o velas) ni agua corriente (Mamá Moomin obtiene el agua de un pozo). Viven básicamente de comer lo que sacan del huerto, de los árboles o de la pesca y siempre se desplazan andando o a lo sumo en barca si tienen la posibilidad.
Independencia y libertad personales: La independencia y libertad de uno mismo es muy importante. Snufkin, aunque quiere mucho a Moomin, prefiere vivir por su cuenta en el valle y cuando llega el invierno, siempre se va de viaje al Sur, con el pretexto de que necesita tiempo para estar solo, a pesar de que Moomin insiste en que se quede o en irse juntos. No obstante, también Papá Moomin en un episodio es capaz de fugarse con Mamá Moomin y dejar a su hijo Moomin solo en casa con el pretexto de que ‘tiene que ser independiente y aprender a cuidar de sí mismo’. Snork y Snorkmaiden son hermanos que viven los dos solos y de los que en ningún momento se hace referencia a sus figuras paternales, siendo perfectamente capaces de cuidar de sí mismos. Pequeña My pasa muchas noches en casa de los Moomin y, aun teniendo familia, el contacto con ella es muy esporádico. Sin embargo, independencia y libertad no significa soledad. Cada uno tiene su espacio, pero si se necesita hablar o pasar tiempo con alguien, nadie duda en hacerlo. Además, a lo largo de la serie aparecen diversos personajes que realmente se encuentran solos, y que en muchas ocasiones acaban sufriendo demasiado hasta que eso llega a afectarles psicológicamente (Como el farero).
Arreglar los problemas hablando o pensando: Los Moomin nunca discuten y es muy raro que lleguen a enfadarse. Cuando hay alguna situación complicada, anteponen la palabra o la inteligencia a cualquier tipo de violencia para solucionar los problemas o sobrevivir si es el caso. Respeto, amabilidad y educación están presentes continuamente en sus actitudes, tanto con ellos mismos como con los extraños que se encuentran o van a visitarles.
Amistad: Los amigos y la gente que te quiere es lo más importante. Moomin y Snufkin son los que mejor encarnan esta característica. Cuando a Moomin le pasa algo, Snufkin siempre es el primero en enterarse, y cuando Snufkin no está, Moomin se acuerda mucho de él. A Snufkin le encanta estar solo y vivir experiencias personales, pero la amistad que siente hacía Moomin es la que fuerza a que pase casi todo el año en valle Moomin.
Huida de las cosas materiales: Los Moomin viven con lo justo y no les gusta tener demasiadas posesiones. En un capítulo, una tía de Papá Moomin le ofrece ser su heredero de una cantidad ingente de dinero y Papá Moomin no quiere, argumentando que no lo necesita. Pequeña My dice que poseer significa preocupaciones y cosas con las que uno tiene que cargar a cuestas. Snufkin es de la misma idea y considera que es más valioso el recuerdo que algo te ofrece que ese algo en sí.
Llegada del invierno: Los inviernos en Finlandia son muy duros. Los Moomin son felices en primavera y verano, pero cuando llega el otoño la situación se vuelve más melancólica, hasta que entra el invierno, momento en el que hibernan. El personaje de La Buka (O la Bu) simboliza, en forma de monstruo, el crudo invierno finlandés. Es un personaje oscuro, que asusta con su presencia y que congela todo lo que toca.

## Estructura de la serie de TV (1990)
La serie completa consta de 104 capítulos de aproximadamente 20 minutos de duración cada uno, aunque está diferenciada en un bloque de 78 capítulos (Moomin) divididos en 3 temporadas de 26 capítulos cada una, y una secuela posterior de 26 capítulos más (Moomin, diario de aventuras). De los primeros 78 capítulos, cerca de la mitad (Un total de 34) están basados en los libros e historias originales de Tove Jansson, de los cuales se han traducido varios al español. De forma general:
- Alguna de las historias originales están recogidas y adaptadas en varios capítulos de forma continuada:

Capítulos 01-08 `Trollkarlens hatt´ (Del libro 'La familia Mumin y El sombrero del Mago' en castellano). 
Capítulos 09-10 `Det osylinga barnet´ (Del libro 'La niña invisible' en castellano)
Capítulos 18-20 `Vi bor i en djungel´ (Del cómic del mismo nombre en sueco, no traducido al castellano)
Capítulos 22-23 (Y 37) `Trollvinter´ (Del libro 'La familia Mumin en invierno' en castellano)
Capítulos 25-26 `Pappan och havet´ (Del libro 'Papá Mumin y el mar' en castellano)
Capítulos 28-30 `Farlig midsommar´ (Del libro 'Una noche loca de San Juan' en castellano)
Capítulos 59, 63 y 68 `Muminpappas memoarer´ (Del libro 'Las memorias de Papá Mumin' en castellano)

- Otras historias o fragmentos son recogidos y adaptados en un solo capítulo tanto de libros como de las historietas cortas de cómic (Por ejemplo, el capítulo 13 está basado en la historia breve ‘Den sista draken i världen’ ('El último dragón sobre la tierra' en la versión en castellano) contenida en ‘Det osynliga barnet och andra berättelser’ ('Cuentos desde el valle Moomin' en la versión en castellano)).
- Existen capítulos que no están basados en los libros ni en las historietas, y que simplemente se utilizan de enlace para interconectar los diferentes relatos, los diferentes personajes y abrir nuevas historias. (Por ejemplo, el capítulo 11 sirve para justificar la construcción del barco de Snork a lo largo de la serie, así como el capítulo 14 sirve para presentar a la señora Fillyjonk)
- Los capítulos basados en los libros originales son más habituales al principio de la serie que al final. De la 1ª temporada, un total de 22 capítulos están basados en los libros e historietas originales y solo hay 4 que no lo están. De la 2ª temporada, solo hay 9 basados en los libros e historietas originales. De la 3ª temporada, solo 3, y de los 26 capítulos de la secuela (Moomin, diario de aventuras) solo hay uno basado en una historieta original de cómic.
- También existe una película titulada 'Un cometa en el valle Moomin', basada en el libro `Kometen kommer´ ('La llegada del cometa' en castellano) que sirve de precuela de la serie.

## Temporadas
| Temporada | Temporada | Episodios | Episodios | Emisión original      | Emisión original      |
| Temporada | Temporada | Episodios | Episodios | Primera emisión       | Última emisión        |
| --------- | --------- | --------- | --------- | --------------------- | --------------------- |
|           | 1         | 78        | 78        | 20 de abril de 1990   | 03 de octubre de 1991 |
|           | 2         | 26        | 26        | 10 de octubre de 1991 | 26 de marzo de 1992   |